# Domaine de La Bouchie
Le domaine de La Bouchie  est situé à Aixe-sur-Vienne, en France.

## Localisation
Le domaine est situé dans le département de la Haute-Vienne, sur la commune d'Aixe-sur-Vienne.

## Description
Le domaine comporte un logis de maître d'un étage carré et d'un étage de combles entouré de nombreux bâtiments agricoles pouvant l'assimiler à un village. Il comporte actuellement 90 ha de pâturages, il est spécialisé dans l'élevage de la race bovine limousine.

## Historique
Le domaine de La Bouchie existe depuis le XVIIe siècle,. 